# Friuli Aquileia Pinot bianco
Il Friuli Aquileia Pinot Bianco è un vino DOC la cui produzione è consentita nella provincia di Udine.

## Caratteristiche organolettiche
- colore: giallo paglierino chiaro a giallo dorato.
- odore: leggero profumo caratteristico.
- sapore: vellutato caratteristico.

## Produzione
Provincia, stagione, volume in ettolitri
- Udine  (1990/91)  4911,87
- Udine  (1991/92)  5146,89
- Udine  (1992/93)  6673,77
- Udine  (1993/94)  4652,73
- Udine  (1994/95)  7891,67
- Udine  (1995/96)  7646,84
- Udine  (1996/97)  6104,76